# A komédia királya
A komédia királya (eredeti cím: The King of Comedy) 1982-ben bemutatott amerikai dráma, vígjáték, amelyet Martin Scorsese rendezett. A főszerepben Robert De Niro, Jerry Lewis és Sandra Bernhard láthatók. A filmet a 20th Century Fox készítette. 19 millió dollárból készült, és 2,5 millió dollárt hozott a pénztáraknál. 
Amerikában 1983. február 18-án mutatták be, Izlandon két hónappal korábban, 1982. december 19-én. 
A film bekerült az 1001 film, amit látnod kell, mielőtt meghalsz című könyvbe is.

## Cselekmény
Rupert Pupkin (Robert De Niro) humorista, aki bármit megtenne azért, hogy a szakma csúcsára kerüljön. Célja, hogy bekerüljön Jerry Langford (Jerry Lewis) talkshow-jába, és ott egy rövid előadást tartson. Elképzeli, hogy ő maga és Langford jó barátok és kollégák. Rupert elrabolja Jerryt Masha (Sandra Bernhard) segítségével, és azt követeli, hogy ő legyen a műsor nyitó produkciója. A műsor emberei és az FBI is beleegyezik, hogy így legyen, mert azt hiszik, hogy Langfordot úgyis elengedik a show kezdetekor. A rögzítés közben Masha "randizik" Jerryvel, aki egy manhattani házban van lekötözve. Jerry meggyőzi Mashát, hogy engedje szabadon. Eközben Rupert stand up előadást tart az életéről, amelyet a közönség jól fogad. A végén bejelenti, hogy elrabolta Jerry Langfordot, amelyen a közönség nevet, azt gondolván, hogy ez is része az előadásnak. A film azzal zárul, hogy Rupertet kiengedik a börtönből, és egy jelenetsor (montázs) keretein belül láthatjuk az önéletrajzát is, amely a "King for a Night" címet kapta.

## Szereplők
| Szereplő          | Színész              | Magyar hang        |
| ----------------- | -------------------- | ------------------ |
| Rupert Pupkin     | Robert De Niro       | Máté Gábor         |
| Jerry Langford    | Jerry Lewis          | Koroknay Géza      |
| Masha             | Sandra Bernhard      | Menszátor Magdolna |
| Rita Keene        | Diahnne Abbott       | Kocsis Judit       |
| Ed Herlihy        |                      |                    |
| Tony Randall      |                      |                    |
| Cathy Long        | Shelley Hack         |                    |
| Jonno, az inas    | Kim Chan             | Botár Endre        |
| Bert Thomas       | Frederick De Cordova | Elekes Pál         |
| Gerrity felügyelő | Thomas M. Tolan      | Szokolay Ottó      |

## Filmzene
Robbie Robertson  szerezte a film zenéjét. 1983-ban a Warner Bros. Records kiadta az albumot.
1. The Pretenders – Back on the Chain Gang
2. B.B. King – Taint Nobody's Bizness (If I Do)
3. Talking Heads – Swamp
4. Bob James – King of Comedy
5. Rickie Lee Jones – Rainbow Sleeves
6. Robbie Robertson – Between Trains
7. Ric Ocasek – Steal the Night
8. Ray Charles – Come Rain or Come Shine
9. David Sanborn – The Finer Things
10. Van Morrison – Wonderful Remark

## Fogadtatás
A kritikusok jól fogadták, de a mozipénztárnál már nem teljesített ilyen jól a film: 2,5 millió dolláros bevételt hozott a 19 milliós költségvetéssel szemben. Az IMDb-n 10 pontból 7,8 ponton áll a film, 64 796 szavazat alapján.  A Rotten Tomatoeson 90%-ot ért el,  míg a Metacritic oldalán 100-ból 73%-at. A magyar PORT.hu oldalon 42 szavazat alapján 8,2 pontot ért el.

## Díjak és jelölések
| Év   | Díj                              | Kategória                    | Jelölt             | Eredmény |
| ---- | -------------------------------- | ---------------------------- | ------------------ | -------- |
| 1983 | Cannes-i fesztivál               | Arany Pálma                  | Martin Scorsese    | Jelölve  |
| 1983 | BAFTA-díj                        | Legjobb rendező              | Martin Scorsese    | Jelölve  |
| 1983 | BAFTA-díj                        | Legjobb férfi főszereplő     | Robert De Niro     | Jelölve  |
| 1983 | BAFTA-díj                        | Legjobb férfi mellékszereplő | Jerry Lewis        | Jelölve  |
| 1983 | BAFTA-díj                        | Legjobb forgatókönyv         | Paul D. Zimmerman  | Elnyerte |
| 1983 | BAFTA-díj                        | Legjobb vágás                | Thelma Schoonmaker | Jelölve  |
| 1984 | London Film Critics' Circle      | Az év filmje                 | A komédia királyai | Elnyerte |
| 1984 | National Society of Film Critics | Legjobb női mellékszereplő   | Sandra Bernhard    | Elnyerte |